# Ljubite jedni druge!
Miłujcie się! (hrv. "Ljubite jedni druge!") poljski katolički list. 

## Izdanja na drugim jezicima
- Danas je petina naklade namijenjena Poljacima u inozemstvu.
- Rusko izdanje, Любите друг друга.[1]
- Izašla su i izdanja na ukrajinskom jeziku.[2]

Izdanja na ruskom i ukrajinskom namijenjena su i katolicima i pravoslavnima,  koji se njime služe prilikom katehizacije. Izdanje na ruskom širio je vlč. Józef Kubicki, TChr, iz Pomoćnog ureda za Istok Poljske biskupske konferencije. Nakon što je Kubicki umro, njegov posao radid vlč. Leszek Kryża, TChr.
Izdanja na ostalim jezicima su: na engleskom jeziku (Love One Another), slovačkom, rumunjskom, mađarskom, češkom, njemačkom, amharskom, španjolskom, francuskom, hrvatskom, latvijskom, litvanskom, portugalskom, slovenskom, finskom, bugarskom, arapskom, armenskom i kineskom, a u pripremi su izdanja na azerskom, talijanskom, nizozemskom, ivritu, malajalamskom i japanskom.

## Povijest
Zamisao o pokretanju ovakvog lista imao je kardinal August Hlond. Zamisao je u stvarnost pretočio kardinal Stefan Wyszyński. 
List izlazi od 1975. godine. Utemeljio ga je vlč. Tadeusz Myszczyński koji je bio i prvi urednik. Prvo je izlazio kao katolički dvomjesečnik Društvenog pokreta ljubavi (Społecznej Krucjaty Miłości), čiji je idejni začetnik bio August Hlond, a glavne smjernice odredio primas Stefan Wyszyński.
Cilj lista bilo je širiti ideje Društvenog pokreta ljubavi u društvu i stvoriti osnove za odgoj kršćanskoga stava u Poljskoj. Poljska iz doba Varšavskog ugovora suočavala se je s problemima nepovjerenja, nepravde, iskrivljavanja istine, ateizacije društva kroz parolu o tzv. klasnoj borbi u društvu. Myszczyński je namjeravao odgovoriti na sve to svojevrsnim „programom dobrohotnosti” koji svoj izvor nalazi u Božjoj ljubavi prema čovjeku.
Naklada je u početku bila mala a grafičko oblikovanje siromašno. Iako ograničena dosega, čitateljstvo je raslo. Kad je umro Myszczyński 1991., Kristova družba za raseljenu Poljsku nastavlja mu djelo. Glavnim urednikom dvomjesečnika postao je je vlč. Mieczysław Piotrowski, TChr.
Novo je uredništvo prepoznalo probleme suvremene poljske katoličke mladeži. Potrebno je bilo ponuditi alternativu za časopise koji ostavljaju posljedice na psihu i osiromašuju duh. U te časopise ubrajali su listove poput Brava i Popcorna, a ranih 1990-ih takav je tisak dominirao na prodajnim mjestima gdje su stajali časopisi za tinejdžere. Dvomjesečniku je naklada naglo narasla zbog vrlo dobre uredničke procjene. Uredništvo je imalo na umu i potrebu evangelizacije pa je Miłujcie się! postao Katolički dvomjesečnik za evangelizaciju. Time je list otvorio komunikacijski kanal i prema osobama koje su se od kršćanske vjere udaljili ili nikada o njoj nisu čuli.